# Herziene Rijnvaartakte

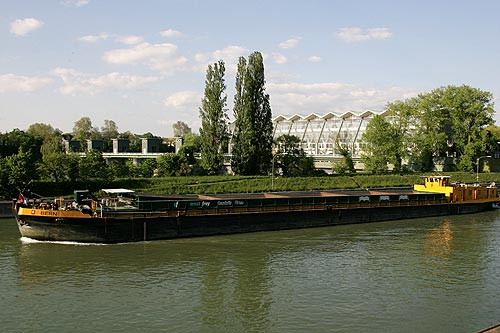
Een binnenvaartschip op de Rijn

De Herziene Rijnvaartakte is een op 17 oktober 1868 te Mannheim gesloten verdrag. Op Nederland rust de verplichting om op basis van dit verdrag in de Centrale Commissie voor de Rijnvaart-verband vastgestelde reglementen één-op-één over te nemen in de nationale regelgeving.
Het verdrag vervangt het op 31 maart 1831 tussen de regeringen der oeverstaten gesloten Rijnvaartverdrag, dat sindsdien talrijke wijzigingen had ondergaan en waarvan een deel van de bepalingen, die het bevatte, niet meer in overeenstemming waren met de toestand van de scheepvaart. Het verdrag staat bekend als de Akte van Mannheim. Algemeen wordt aangenomen dat de welvaart in Europa voor een flink deel kan worden toegeschreven aan dit verdrag, omdat het het beginsel der vrijheid van de scheepvaart op de Rijn met betrekking tot de handel, en daarmee een vrije en gemeenschappelijke transportmarkt regelt. Ondanks de sinds die tijd onderling gevoerde oorlogen en het feit dat tegenwoordig heel veel Europese zaken worden geregeld in de Europese Unie, houdt dit verdrag al meer dan 150 jaar stand.
Deze Overeenkomst, opgesteld in een enkel exemplaar, is uitsluitend in de Duitse, de Franse en de Nederlandse taal en wordt bewaard in het archief van de Centrale Commissie voor de Rijnvaart (CCR). In geval van verschil is de Franse tekst doorslaggevend. Maar tegenwoordig is naast de Duitse, de Franse en de Nederlandse taal ook het Engels een officiële taal van de Centrale Commissie, er is dus ook een Engelse tekst. Want op dit moment geldt het "Verdrag van 20 november 1963 ter herziening van de op 17 oktober 1868 ondertekende Herziene Rijnvaartakte".
Daarbij hebben de Bondsrepubliek Duitsland, het Koninkrijk België, de Franse Republiek, het Verenigd Koninkrijk van Groot-Brittannië en Noord-lerland, het Koninkrijk der Nederlanden en de Zwitserse Bondsstaat besloten de Herziene Akte, evenals de latere wijzigingen, gedeeltelijk te wijzigen, om de organisatie en het functioneren van de Centrale Commissie in het belang van de internationale samenwerking aan te passen aan de omstandigheden waaronder zij heden ten dage werkt, met dien verstande dat deze beperkte herziening geen inbreuk maakt op de grondbeginselen van het Rijnregime.

## Geschiedenis
De slotakte van het Congres van Wenen van 9 juni 1815 bestond oorspronkelijk uit 110 en naderhand uit 121 artikelen, waarvan de artikelen 108 tot en met 117, en in het bijzonder artikel 109, betrekking hadden op de reglementering van de vrije scheepvaart op de Europese rivieren, waaronder die van de Rijn, de Maas en de Schelde. In aanhangsel 16B van die slotakte werden bepalingen opgenomen om te komen tot de instelling van een diplomatieke conferentie van de Rijn-oeverstaten in de vorm van een commissie "teneinde toezicht op het gemeenschappelijk reglement te kunnen houden en te voorzien in een orgaan, waarin de oeverstaten kunnen beraadslagen over alle vragen de scheepvaart betreffend." De eerste vergadering van de Centrale Commissie vond plaats op 15 augustus 1816 te Mainz. Na veel overleg werd op 31 maart 1831 de eerste Rijnvaartakte aangenomen, de Akte van Mainz. Daarmee werd de Centrale Commissie voor de Rijnvaart de oudste intergouvernementele organisatie ter wereld.
In 1868 verhuisde de Commissie naar Mannheim, waar op 17 oktober 1868 de Akte van Mannheim werd getekend, die ook nu nog van kracht is. Na de Eerste Wereldoorlog werd in 1919 het Verdrag van Versailles gesloten, met nieuwe regels voor de Commissie. In 1920 verhuisde de CCR naar Straatsburg en kreeg het een permanent secretariaat. Na de Tweede Wereldoorlog werden in 1945 de werkzaamheden hervat. In 1963 werd de Akte van Mannheim geamendeerd door de Conventie van Straatsburg.

## Verdragsluitende partijen
Het verdrag werd gesloten tussen:
- Zijne Majesteit de Koning der Nederlanden,
- Zijne Koninklijke Hoogheid de Groothertog van Baden,
- Zijne Majesteit de Koning van Beieren,
- Zijne Majesteit de Keizer der Fransen,
- Zijne Koninklijke Hoogheid de Groothertog van Hessen
- Zijne Majesteit de Koning van Pruisen.

Waarnemersstatus hebben:
- Groot-Brittannië
- Bulgarije
- Luxemburg
- Hongarije
- Oostenrijk
- Oekraïne
- Polen
- Roemenië
- Servië
- Slowakije
- Tsjechië

## Uitgangspunten
- vrijheid van scheepvaart,
- gelijke behandeling van alle schepen en schippers,
- vrijstelling van belastingen die met de scheepvaart samenhangen,
- vereenvoudiging van de douaneafhandeling (Rijnvaartmanifest)
- verplichting voor de staten de rivier te verbeteren en te onderhouden,
- uniforme voorschriften met betrekking tot de veiligheid van schip en scheepvaart,
- gemeenschappelijke rechtspraak voor scheepvaartzaken en Rijnvaartrechtbanken,
- bezwaarschriftprocedure bij de Centrale Commissie met betrekking tot het naleven van de Akte van Mannheim en de uitvoeringsbepalingen.

## Artikel 1 van het verdrag
De vaart op de Rijn en zijn uitmondingen van Bazel tot in de open zee, hetzij stroomafwaarts hetzij stroomopwaarts, is vrij voor de schepen van alle naties voor het vervoer van goederen en personen, met inachtneming van de in dit Verdrag vervatte bepalingen en van de in het belang van de algemene veiligheid getroffen maatregelen.
Behoudens deze voorschriften zal geen enkel beletsel hoegenaamd aan de vrije scheepvaart in de weg worden gelegd.
De Lek en de Waal worden beschouwd deel uit te maken van de Rijn.

## Uitwerking

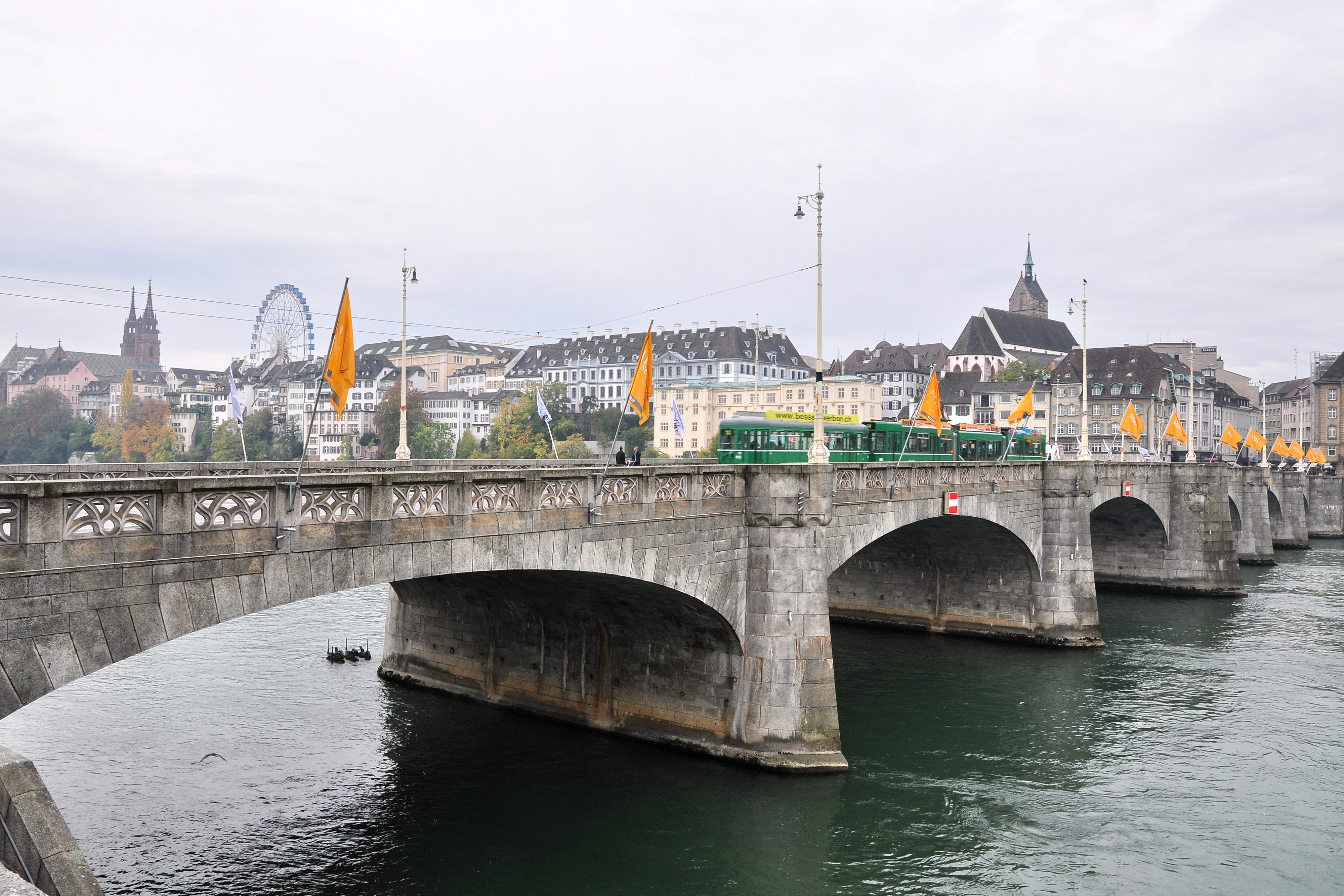
Mittlere Rheinbrücke

Het toepassingsgebied van de Akte van Mannheim reikt vanaf de plaats waar de zogenaamde “navigation naturelle” begint, dat is de middelste brug voor de haven van Bazel (kilometerraai 166,64) (Mittlere Rheinbrücke), tot aan de zee, op alle vaarwegen die van de Rijn naar zee of naar België stromen en door de handelsvaart worden gebruikt. Tussen Krimpen aan den IJssel en Gorinchem enerzijds en de open zee anderzijds gelden gedeeltelijk afwijkende voorschriften. De internationale regelgeving is van toepassing op de gehele rivier, over de hele lengte, met inbegrip van oevers en jaagpaden, havens en gedeeltelijk ook de kades, laad-, los- en opslagplaatsen.
Het regiem van vrijheid van scheepvaart geldt ook op bepaalde zijrivieren van de Rijn, echter met uitzonderingen. Tot aan kilometerraai 387,69 (spoorbrug van Hallstadt) wordt de Main als een zijrivier van de Rijn beschouwd. Ook voor deze rivier gelden een aantal bijzondere regels.

## Verklaring van Mannheim
Voor de formulering van de strategie is op 17 oktober 2018 een Verklaring van Mannheim „150 jaar Akte van Mannheim: motor voor een dynamische Rijn- en binnenvaart“ aangenomen bij het Congres van de Centrale Commissie voor de Rijnvaart.